# Айназаров, Арслан Кыясович
 Арслан Кыясович Айназаров  (СССР) — туркменский государственный деятель и спортивный функционер, председатель Федерации футбола Туркменистана.

## Биография
В июне 2018 года был освобожден от должности заместителя председателя Государственной товарно-сырьевой биржи по состоянию здоровья Постановлением Президента Туркменистана.
С 2018 года работал в должности Генерального секретаря Федерации футбола Туркменистана. В апреле 2019 года Айназаров избран вице-президентом Центрально-Азиатской футбольной Ассоциации по совместительству. Айназаров уделяет особое внимание национальной сборной по футболу, он был одним из инициаторов приглашения в сборную Туркменистана по футболу иностранного тренера Анте Мише.
20 января 2021 года на внеочередной конференции Федерации футбола Туркменистана был избран председателем федерации.